# So Far Away (chanson d'Avenged Sevenfold)
Singles de Avenged Sevenfold
Welcome to the Family
(2010) Not Ready to Die
(2011)
So Far Away est le sixième morceau de l'album Nightmare, sorti en 2010, par le groupe Avenged Sevenfold. Ce morceau se révèle bien plus calme que les autres sur l'album. Il a été entièrement composé par Synyster Gates et c'est un hommage direct à Jimmy Sullivan, ancien batteur du groupe, décédé le 28 décembre 2009. L'album entier lui est dédié mais cette chanson l'est plus spécialement. C'est aussi le premier morceau mis en ligne sur internet par le groupe avant la sortie de l'album.

## Membres sur la chanson
- M. Shadows : chant
- Synyster Gates : guitare solo, voix
- Zacky Vengeance : guitare rythmique, voix
- Johnny Christ : basse

Musicien additionnel
- Mike Portnoy : batterie
- Brian Haner Sr. (père de Syn) : guitare acoustique

Production
- Mike Elizondo : producteur
- Andy Wallace : mixage
- Ted Jensen : mastering

## Vidéoclip
Cela a sans nul doute été le clip le plus difficile à tourner pour les membres d'Avenged Sevenfold. On les voit assis sur des tabourets dans une pièce en interprétant la chanson. Seul Mike Portnoy (batteur remplaçant) n'est pas présent dans le clip. On peut lire beaucoup d'émotions sur les visages. Puis on voit les 4 membres du groupe se balader en voiture dans les rues d'Huntington Beach. Plusieurs flashbacks leur reviennent au fur et à mesure des endroits qu'ils croisent. Dans ces flashbacks on voit les membres du groupe, adolescents, en train de répéter, de se balader à pied ou à vélo, voler de l'alcool, etc. Plus le clip avance, plus les ados grandissent. Enfin, au début de l'arpège dans la chanson, le clip montre des vraies images d'archives de Jimmy Sullivan, plus jeune et au sein du groupe.